# Confederación General del Trabajo (independiente)
La Confederación General del Trabajo (independiente) (CGTi) es una central sindical nacional en Nicaragua. La CGTi fue fundada en 1963 como ala sindical del Partido Socialista Nicaragüense (PSN). CGTi era miembro de la Federación Sindical Mundial.

## Historia
CGTi ingresó en la Unión Democrática de Liberación (UDEL).   Cuando se formó el Gobierno de Reconstrucción Nacional el 19 de julio de 1979, CGTi tenía uno de los 33 representantes en el Consejo de Estado.
En 1983 la CGTi tenía 17,177 miembros pertenecientes a 19 sindicatos afiliados. Se desarrolló principalmente en los sectores de construcción, manufactura, transporte, comunicaciones, agricultura, pesca, electricidad y gas.  Desde 2006 CGTi era parte del antisandinista Congreso Permanente de Trabajadores.